# Vakir
Vakir war eine persische Gewichtseinheit. Lot und Unze wurden als deutsche Maße gerechnet und können nur Etwa-Werte sein.
- 1 Vakir = 1 Unze = 2 Lot (1 L. = 16,67 Gramm) = etwa 33,34 Gramm